# Eucharis cyanella
Eucharis cyanella är en stekelart som beskrevs av Gussakovskiy 1940. Eucharis cyanella ingår i släktet Eucharis och familjen Eucharitidae. Inga underarter finns listade i Catalogue of Life.